# Гоуинг, Питер Гордон
Питер Гордон Гоуинг (9 мая 1930 — 10 июля 1983) — американский священник, историк и этнолог, исследователь Филиппин.
Родился в Норвуде, штат Массачусетс. Окончил Оберлинский колледж, а затем — три высших учебных заведения: Университет Мэна, семинарию в Бангоре и Бостонский университет. В 1954 году получил учёную степень, с 1957 по 1960 год служил пастором в Норд-Бервике, Мэн. В 1960 году был назначен доцентом истории в Силиманском университете в городе Думагете, Филиппины, в 1963 году стал адъюнкт-профессором, в 1967 году — полным профессором, оставив работу в этом университете в 1971 году. Был основателем и руководителем с 1968 по 1971 год программы научных исследований Южной Азии.
С 1971 по 1974 год преподавал в должности профессора в Южноазиатской школе теологии в Сингапуре, затем вернулся на Филиппины, где до конца жизни состоял директором Дансаланского научного центра в Марави. Умер в этом же городе.
Был автором и соавтором нескольких десятков научных работ, посвящённых в основном истории христианской церкви на Филиппинах и народам Филиппин, исповедующим ислам (в первую очередь моро). Важнейшие научные труды: Mosque and Moro: A Study of Muslims in the Philippines (1964), Islands under the Cross: The Story of the Church in the Philippines (1967), The Muslim Filipinos (1975), Mandate in Moroland: The American Government of Muslim Filipinos 1899—1920 (1977) и Muslim Filipinos — Heritage and Horizon (1979).